# Låddaursavon
Låddaursavon är en sjö i Arjeplogs kommun i Lappland och ingår i Piteälvens huvudavrinningsområde. Sjön har en area på 1,72 kvadratkilometer och ligger 537,2 meter över havet.

## Delavrinningsområde
Låddaursavon ingår i det delavrinningsområde (742087-153848) som SMHI kallar för Utloppet av Låddaursavon. Medelhöjden är 656 meter över havet och ytan är 10,92 kvadratkilometer. Räknas de 20 avrinningsområdena uppströms in blir den ackumulerade arean 349,51 kvadratkilometer. Vattendraget som avvattnar avrinningsområdet har biflödesordning 2, vilket innebär att vattnet flödar genom totalt 2 vattendrag innan det når havet efter 327 kilometer. Avrinningsområdet består mestadels av skog (36 procent) och kalfjäll (42 procent). Avrinningsområdet har 1,84 kvadratkilometer vattenytor vilket ger det en sjöprocent på 16,8 procent.